# Carrera militar de Mahoma
La carrera militar de Mahoma, fundador del Islam, abarca varias expediciones y batallas en la región del Hiyaz, en el oeste de la Península arábiga, que tuvieron lugar en los últimos diez años de su vida, del 622 al 632. Su principal campaña fue contra su propia tribu en La Meca, los Quraysh. Mahoma proclamó la profecía en torno al año 610 y, posteriormente, la emigró a Medina tras ser perseguido por los Quraysh en el año 622. Tras varias batallas contra el Quraysh, Mahoma conquistó La Meca en el 629, poniendo fin a su campaña contra la tribu.
Junto a su campaña contra el Quraysh, Mahoma dirigió campañas contra otras tribus de Arabia, sobre todo contra las tres tribus judías árabes de Medina y la fortaleza de Khaybar. En el año 624 expulsó a la tribu Banu Qaynuqa por violar la Constitución de Medina, seguida de los Banu Nadir que fueron expulsados en mayo de 625 tras ser acusados de conspirar para asesinarle. A principios de 627, ordenó la ejecución de todos los hombres y una mujer de la tribu Banu Qurayza, que pactaron en secreto con los Quraysh y sus aliados mientras sitiaban Medina en la Batalla de la Trinchera, violando la Constitución de Medina. Por último, en el año 628,  asedió e invadió la fortaleza judía de Khaybar, que albergaba a más de 10.000 judíos, lo que, según las fuentes musulmanas, fue una represalia por haber planeado aliarse con las tribus locales de la árabe pagana. En los últimos años de su vida, Mahoma envió varios ejércitos contra el Imperio bizantino y los gasánidas en el norte de Arabia y el  Levante, antes de conquistar La Meca en el año 630 y dirigir una campaña contra algunas tribus paganas árabes cercanas a La Meca, sobre todo en Taif. El último ejército dirigido por Mahoma antes de su muerte tuvo lugar en la Batalla de Tabuk en octubre de 630. A su muerte, en el año 632, Mahoma había conseguido unir la mayor parte de la Península arábiga, sentando las bases para la posterior expansión islámica bajo califatos y definiendo la jurisprudencia militar islámica.

## Antecedentes

### Acontecimientos antes de la Hégira
Mahoma proclamó la profecía (nubuwwah) a la edad de 40 años a su tribu, los Quraysh, en La Meca. Después de que sus seguidores fueran perseguidos por el Quraysh, Mahoma les ordenó trasladarse al Abisinia para buscar refugio en el año 615, donde fueron recibidos con los brazos abiertos. Tras la muerte de su tío Abu Talib en 619, a Mahoma, el profeta del Islam, le faltaba alguien que le proporcionara seguridad en un entorno cada vez más hostil en La Meca. Tras varios intentos fallidos de llegar a tribus de fuera de La Meca, contactó con los Khazraj de Medina (entonces Yathrib). Seis de ellos se convirtieron al islam.
En Medina difundieron la palabra de Mahoma y del Islam y en febrero de 621, una nueva delegación llegó a La Meca, entre ellos dos miembros de los Aws. Los Khazraj y los Aws eran rivales en ese momento, y luchaban por el control de Medina. Mahoma medió en un alto el fuego entre las dos partes y las envió de vuelta a Medina, acompañadas por un recitador del Corán. El Islam creció lentamente en Medina antes de que, en marzo de 622, una nueva delegación, esta vez de 72 personas, consultara a Mahoma. Ellos prometieron su disposición a hacer la guerra contra los enemigos de Mahoma, mientras que Mahoma también declaró su disposición a hacer la guerra contra el judío de Medina. Los mecanos, que oyeron rumores de esta reunión y se dieron cuenta de que se trataba de una llamada a la guerra, fracasaron en un intento de asesinar a Mahoma en mayo de 622. Mahoma huyó, junto con su compañero Abu Bakr, a Medina, en lo que se conoce como la Hégira.

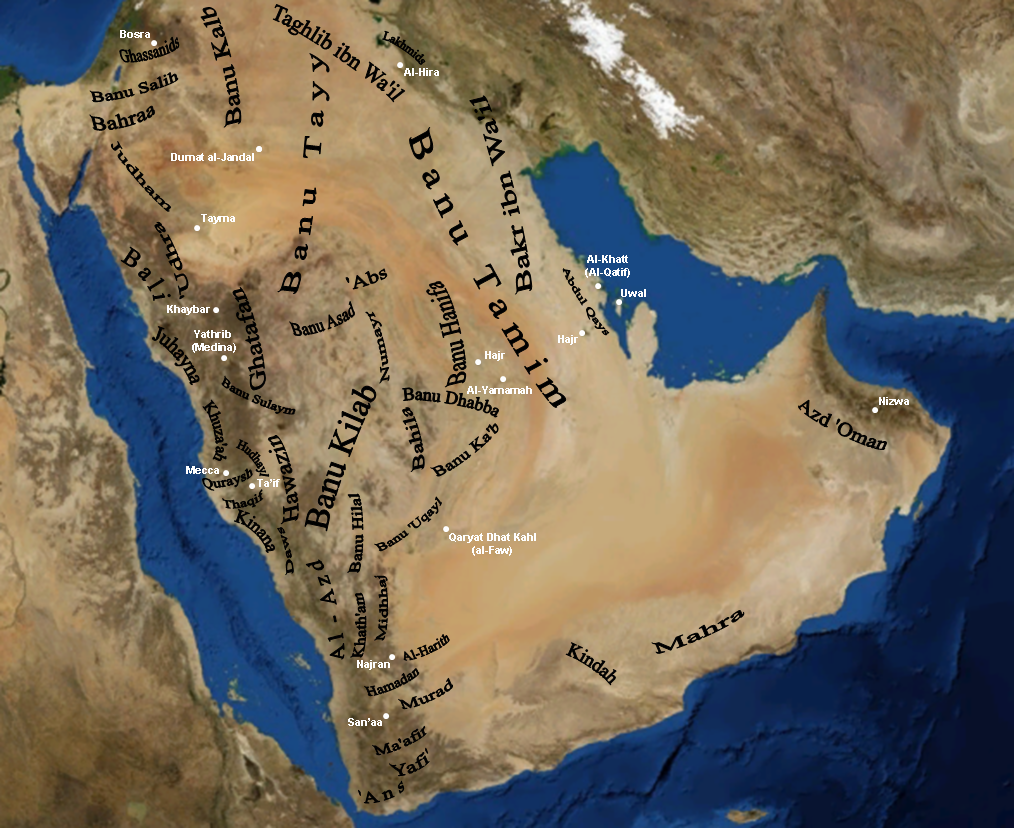
Arabia en la época de Mahoma

### Situación en Medina
Medina estaba dividida en cinco tribus: dos de ellas el Khazraj y el Aws, mientras que los judíos estaban representados, de menor a mayor, por los Banu Qaynuqa, Banu Nadir y Banu Qurayza. A su llegada a Medina, Mahoma dispuso el establecimiento de un pacto conocido como la Constitución de Medina, para regular los asuntos de gobierno de la ciudad, así como el alcance y la naturaleza de las relaciones intercomunitarias, y entre los firmantes del mismo se encontraban los musulmanes, los Ansar y las tribus  judías de Medina. Las cláusulas significativas de la constitución incluían la ayuda mutua de unos a otros si uno de los firmantes era atacado por un tercero, la resolución de que los musulmanes profesarían su religión y los judíos la suya, así como el nombramiento de Mahoma como líder del estado. Y la amenaza a la vida tanto de los Ansar como de los Muhajireen era tal que, según se informa, tuvieron que dormir junto a sus armas toda la noche.
A medida que las tensiones aumentaban, los musulmanes empezaron a tomar medidas defensivas, como colocar guardias alrededor de Mahoma y enviar patrullas de reconocimiento.
Tras negarse inicialmente a acceder a las peticiones de sus seguidores de luchar contra los mecanos por la persecución y la provocación continuas, acabó proclamando las revelaciones del Corán:

Se da permiso para luchar a los que son combatidos porque han sido agraviados -en verdad Alá tiene el poder de acudir en su apoyo-, a los que fueron expulsados de sus hogares sin ningún derecho, simplemente por decir: 'Nuestro Señor es Alá'...-Surah 22:39-40

## Historia

### Incursiones de caravanas antes de Badr
Mahoma y sus compañeros no tardaron en emprender una serie de incursiones en caravanas. Estas incursiones eran generalmente ofensivas y llevadas a cabo para recabar información o apoderarse de los bienes comerciales de las caravanas financiadas por los Coraichitas ya que estas represalias se explicaban como legítimas al decir que muchas de las posesiones y riquezas de los musulmanes, dejadas atrás cuando migraron de La Meca, fueron robadas. Los musulmanes declararon que las incursiones estaban justificadas y que Dios les dio permiso para defenderse de la la persecución de los mecanos a los musulmanes. Otra razón para las incursiones parece haber sido la tensión económica, ya que la producción de alimentos de Medina apenas podía alimentar a los recién llegados musulmanes. Por lo tanto, el asalto de alimentos era obligatorio para complementar su dieta.
El orden de las incursiones de las caravanas es algo confuso en las fuentes islámicas. Lo que parece claro es que había dos tipos de incursiones: las dirigidas por Mahoma y las dirigidas por lugartenientes. En ellas participaban entre siete y doscientos guerreros, normalmente a pie, y ocasionalmente a caballo. Estos combatientes eran, al menos inicialmente, proporcionados casi exclusivamente por los Al-Muhaŷirun, los emigrantes musulmanes de La Meca. Formados principalmente por jóvenes desempleados, tenían la posibilidad de inscribirse en un registro si deseaban participar en una incursión.
El primer año de estas incursiones fue un "fracaso casi total". Todas las caravanas de La Meca lograron evadir las fuerzas de Mahoma o fueron acompañadas por fuerzas con números superiores, lo que sugiere que los Quraish contaban con un espía entre el núcleo de la comunidad musulmana. Consciente de este problema, Mahoma introdujo el uso de cartas de instrucciones selladas y nombró a 'Abdullah ibn Jahsh para dirigir una expedición de ocho o doce hombres. Después de marchar durante dos días, Ibn Jahsh abrió la carta y se enteró de que, según la mayoría de las fuentes, tenía instrucciones de obtener información de inteligencia sobre el movimiento de las caravanas de La Meca en lo más profundo del territorio de Quraish, en Nakhlah, cerca de la actual Rabigh. Pronto la expedición se encontró con una caravana meca, débilmente protegida por sólo cuatro guardias. Los musulmanes se encontraron con la caravana en un mes sagrado en el que la lucha estaba prohibida, y también parece que Mahoma no ordenó el uso de la violencia. A pesar de ello, los guerreros musulmanes, en conjunto, decidieron atacar y se acercaron a la caravana disfrazados de peregrinos. Cuando estuvieron lo suficientemente cerca saltaron sobre los guardias: uno de ellos escapó, dos fueron apresados y uno fue asesinado. La víctima, llamada Amr ibn al-Hadrami, fue la primera persona asesinada por la causa del Islam. Ibn Jahsh y sus hombres regresaron a Medina con la caravana incautada, que llevaba vino, artículos de cuero y pasas.

#### Batalla de Badr

Mapa que muestra los movimientos de la caravana de La Meca, el ejército musulmán y el ejército de socorro de La Meca

El 13 de marzo de 624 (17 Ramadán 2 AH), Mahoma se enfrentó a los mecanos en la primera batalla campal, la Batalla de Badr. El preludio giró en torno al plan de Mahoma de asaltar una importante caravana mecana que se dirigía desde Siria a La Meca. Era de un tamaño monumental, con 1000 camellos que transportaban decenas de miles de dinares, y estaba escoltada por 70 jinetes. Atacar esta caravana habría obligado a La Meca a entrar en acción, ya que prácticamente todas las familias qurayshi habían invertido en ella. A pesar de este riesgo, Mahoma inició los preparativos antes de partir finalmente el 9 de diciembre de 623, con una fuerza de unos 313-317 hombres, 70 camellos y dos caballos. Mahoma y sus guerreros marcharon fuera de los caminos comunes para evitar a los exploradores de La Meca, pasando por cañones y wadis poco conocidos.
El líder Qurayshi de la caravana, Abu Sufyan ibn Harb, que acompañaba a la caravana y se dio cuenta de que los exploradores musulmanes estaban cerca, ordenó que la caravana tomara una ruta diferente y envió un mensajero a La Meca. Después de que éste llegara a La Meca y comunicara a los Quraysh que era inminente un ataque musulmán, se envió una fuerza de socorro mecana de más de 1000 hombres, muchos de ellos con armadura de cota de malla. Amr ibn Hisham, a quien más tarde Mahoma dio el nombre de kunya Abu Jahl por Mahoma, que dirigía el ejército de socorro, presionó hacia el norte hasta donde esperaba que estuviera el ejército musulmán, en Badr. Sin embargo, mientras marchaba, unos 200-400 guerreros abandonaron su ejército y se dirigieron de nuevo a La Meca.

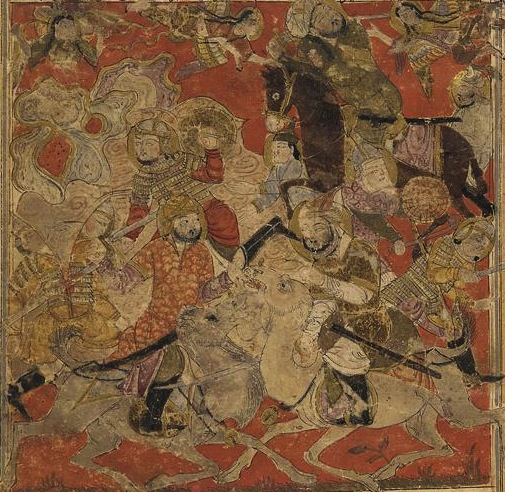
Ilustración del de la intervención angelical en Badr

Mahoma no tuvo conocimiento del ejército de La Meca hasta un día antes del contacto, cuando sus hombres capturaron a dos aguadores Qurayshi. Los musulmanes tomaron una posición defensiva. La batalla comenzó con un duelo entre tres campeones musulmanes y tres mecanos, que los musulmanes decidieron a su favor. Después, los dos ejércitos intercambiaron disparos de flechas, antes de enfrentarse finalmente. Según el Corán, miles de ángeles descendieron del cielo y participaron en la batalla, siendo instruidos por Alá para "golpear los cuellos [de los guerreros de La Meca] y golpear cada uno de sus dedos" Según otro verso coránico, Alá luchó y mató a los mecanos en representación de los guerreros musulmanes.
El ejército de La Meca acabó derrumbándose poco después de que el caballo de Abu Jahl fuera derribado, dando lugar a la primera gran victoria musulmana. Esta victoria no debe atribuirse tanto a la intervención divina como se hace en las fuentes islámicas, sino que tuvo varias razones convencionales, como la incapacidad de los mecanos para utilizar su caballería, el cuestionado liderazgo de Abu Jahl, la falta de acceso al agua de los mecanos y la mayor moral de los musulmanes. La batalla se cobró la vida de 14 musulmanes, mientras que las bajas de los mecanos fueron entre 50 y 70. Un número similar de ellos fue capturado y ejecutado o retenido para pedir rescate. Amr ibn Hisham sobrevivió a la batalla, pero con heridas mortales. Un guerrero musulmán lo encontró, lo decapitó y presentó su cabeza a Mahoma. Muchos más nobles del Quraysh habían muerto en el combate, lo que supuso un importante golpe para el Quraysh. Mahoma pensó en perseguir a la caravana de La Meca, pero luego decidió regresar a Medina.

#### Batalla de Uhud
En diciembre de 624 d. C. (3 de shawwal), Abu Sufyan ibn Harb, ahora líder de facto de La Meca, marchó hacia Medina con un ejército de 3000 hombres para vengar las pérdidas de Badr. Al enterarse de su movimiento hacia Medina, Mahoma celebró un consejo de guerra en Medina para debatir si luchar desde dentro de las murallas de Medina o salir a enfrentarse al ejército de La Meca. Tras llegar a un consenso entre los Ansar y los Muhajirun para enfrentarse al enemigo fuera de los muros de la ciudad, Mahoma marchó con un ejército de 1000 hombres hacia la montaña de Uhud.

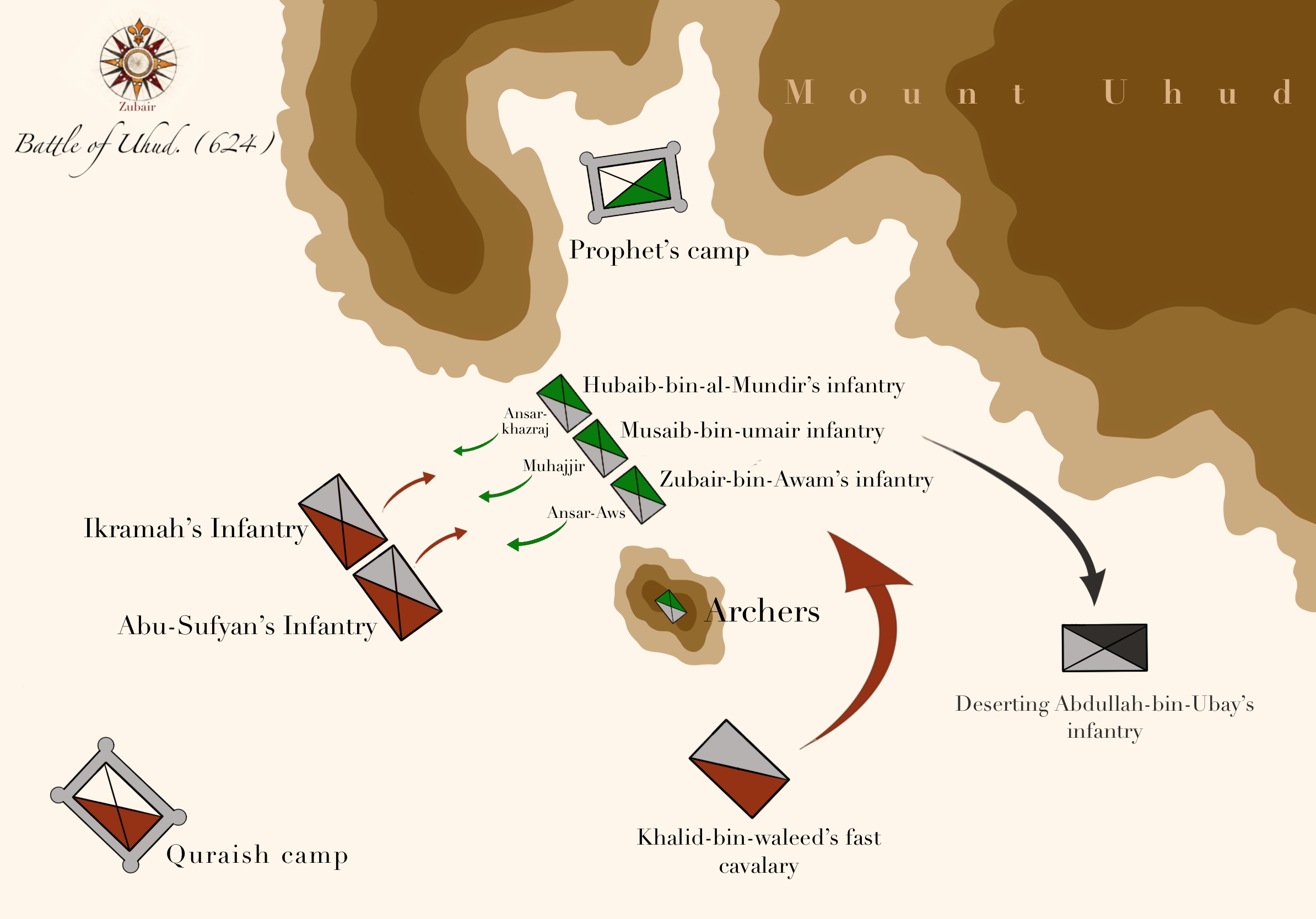
Mapa que muestra la ubicación de las tropas en la batalla de Uhud

Cuando el ejército musulmán se acercó a Uhud, 300 de ellos se retiraron bajo el mando de 'Abdullah ibn Ubayy, dejando a los musulmanes en unos 700 efectivos. Esta fue la primera batalla defensiva en la que participó Mahoma. Mahoma previó que el Quraysh intentaría rodear a los musulmanes desde un pequeño monte al sur de Uhud, por lo que colocó 50 arqueros en la pequeña montaña, ahora llamada Jabal ar-Rumma (Monte de los Arqueros), para proteger el flanco izquierdo de los musulmanes.

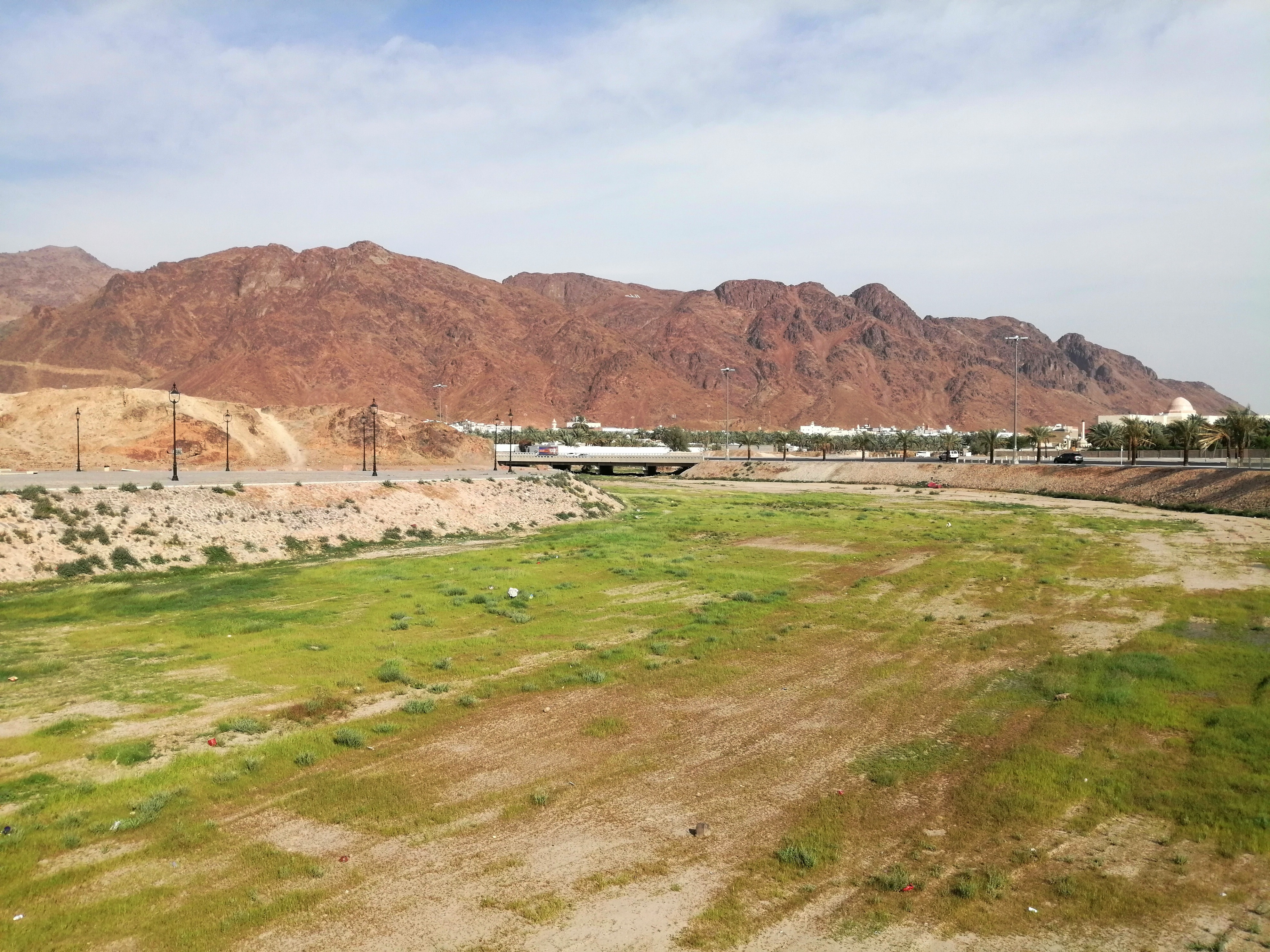
Monte Uhud

Al ver que los musulmanes ganaban la iniciativa al principio de la batalla, unos 40 arqueros desobedecieron las órdenes de Mahoma y bajaron de la colina para recoger el botín de guerra. Jalid ibn al-Walid, que todavía no era musulmán y era comandante del flanco derecho de la caballería de los mecanos, aprovechó este error e intentó rodear a los musulmanes, lo que provocó la matanza de la mayoría de los que habían bajado. Al ver que su ejército había sido rodeado, el propio Mahoma entró en el campo de batalla y comenzó a luchar para salvar a los musulmanes, pero fue herido en el hombro y se le rompió el diente inferior derecho.
Muchos ven la batalla de Uhud como un punto muerto entre los mecanos y los musulmanes, ya que los mecanos habían logrado una victoria táctica, ya que su principal objetivo era vengar sus pérdidas en Badr, y habían matado a un número de musulmanes igual al de los mecanos en Badr; pero no lograron aprovechar su ventaja e invadir Medina. Mahoma perdió a su tío, Hamza ibn Abdul-Muttalib, en la batalla.

#### Batalla de la Trinchera

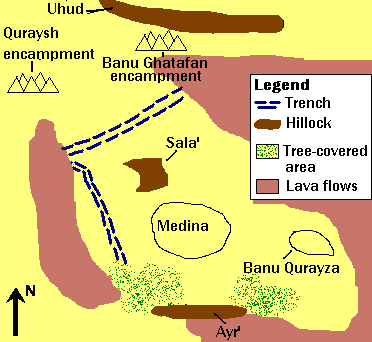
Mapa que muestra las características geológicas de Medina en el contexto de la Batalla de la Trinchera

En diciembre de 626, Abu Sufyan ibn Harb dirigió un ejército confederado de los Quraysh, los Banu Kinanah, los Ghatafan y los Banu Nadir, la tribu judía exiliada de Medina, que contaba con unos 10 000 hombres, para sitiar Medina. Mahoma pudo preparar una fuerza de unos 3000 hombres y celebró otro consejo de guerra para decidir el curso de acción. Adoptando una nueva forma de defensa, desconocida en Arabia en aquella época, los musulmanes cavaron trincheras allí donde Medina quedaba expuesta al ataque de la caballería. La idea se atribuye a un persa convertido al islam, Salman al-Farsi. 
La excavación de la trinchera comenzó el lunes 29 de diciembre de 626 (5 Shawwal AH 5) y duró seis días. El sábado 3 de enero de 627 (10 Shawwal 5 AH), los confederados acamparon y Mahoma salió al frente de su ejército para enfrentarse a ellos. El asedio duró veinte noches, hasta la madrugada del sábado 24 de enero (1 Dhu al-Qa'dah), no dos semanas como afirma Watt. La fecha de Watt del 14 de abril para el final del asedio también es incorrecta, ya que se ajusta al calendario fijo que no se introdujo hasta dentro de cinco años. Las tropas de Abu Sufyan no estaban preparadas para las fortificaciones a las que se enfrentaban y, tras un asedio ineficaz, la coalición decidió volver a casa. La campaña duró 27 días. La causa inmediata fue el duro clima invernal, que hizo inconcebible la fecha de mediados de abril. El Corán habla de esta batalla en los versículos 9-27 del surah 33, Al-Ahzab.

#### Tratado de Hudaybiyyah
Según las costumbres tradicionales árabes, durante los meses de peregrinación y los meses sagrados, las hostilidades tribales cesaban y todos eran libres de visitar La Meca. En marzo de 628, Mahoma se puso el ihram y dirigió un contingente de musulmanes y camellos para el sacrificio hacia La Meca con la intención de realizar la peregrinación del Hayy. Según el primer cronista Ibn Ishaq, Mahoma se llevó 700 hombres. Según Watt, Mahoma llevó entre 1400 y 1600 hombres. Los mecanos no aceptaron las profesiones musulmanas de intención pacífica y enviaron una partida armada contra ellos. Los musulmanes los eludieron tomando una ruta poco convencional a través de las colinas que rodean La Meca, y luego acamparon fuera de La Meca, en Hudaybiyyah. Ibn Ishaq describe un tenso periodo de embajadas y contraembajadas, incluida una audaz incursión del futuro califa, 'Uthman ibn Affan, en la ciudad de La Meca, donde fue retenido temporalmente como rehén. Los mecanos comunicaron a los musulmanes que Uthman había sido asesinado y la guerra abierta parecía inminente. Cuando se supo que 'Uthman estaba vivo, los mecanos se mostraron dispuestos a negociar una tregua. Algunos elementos querían un enfrentamiento, pero Mahoma se mostró partidario de una solución pacífica. El tratado de Hudaybiyyah comprometía a ambas partes y a sus aliados a una tregua de diez años. A los musulmanes se les permitiría regresar al año siguiente, para realizar la peregrinación.[cita requerida]

### Conquista de La Meca

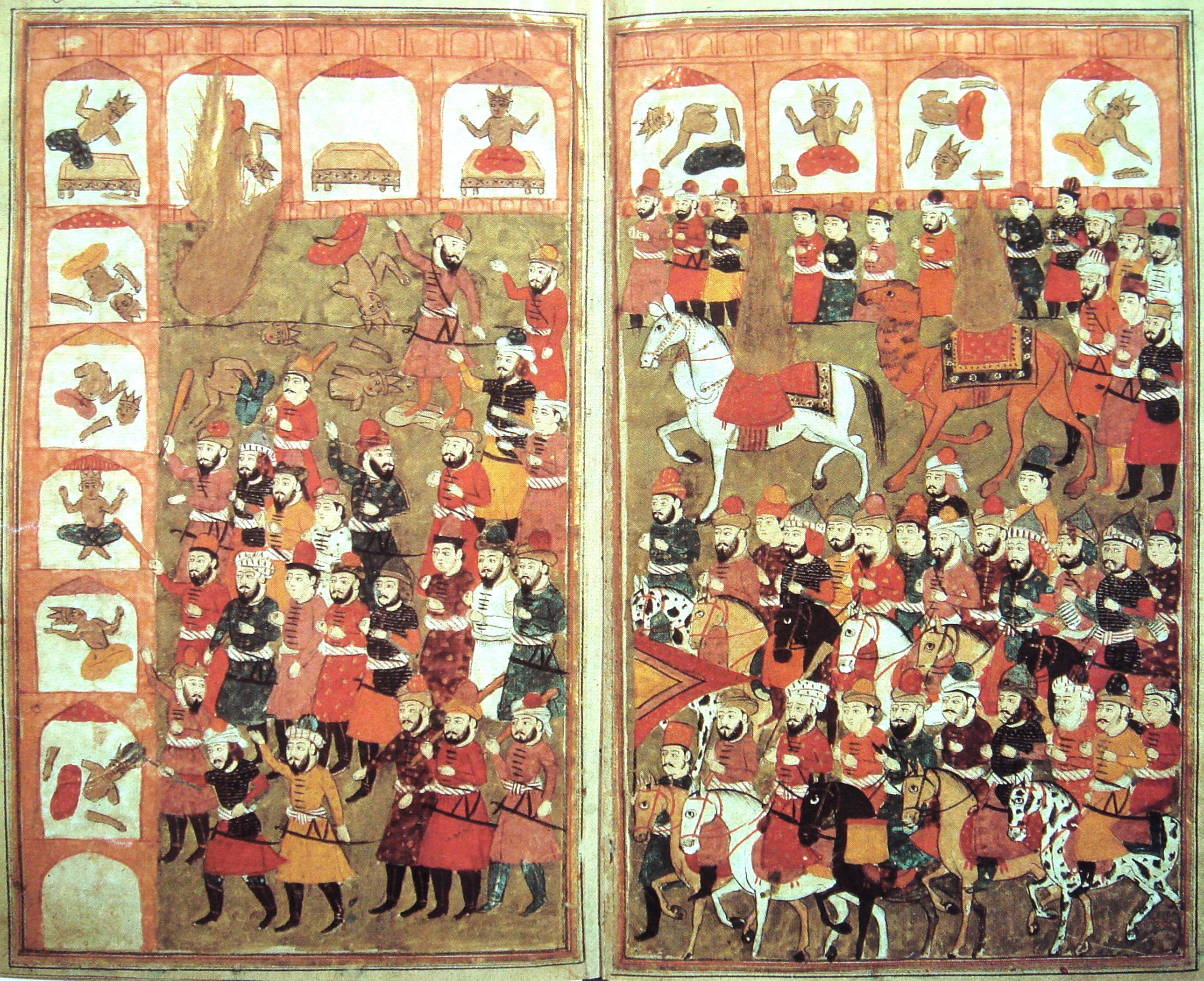
Manuscrito de principios del que muestra al ejército musulmán entrando en La Meca y la posterior destrucción de sus ídolos.

Menos de dos años después de la tregua de Hudaybiyyah, la tregua fue rota por los Banu Bakr, aliados de los Quraysh, que atacaron a los Banū Khuzaʽah, aliados de los musulmanes. Según W. Montgomery Watt, algunos de los Quraysh ayudaron a los Banu Bakr a emboscar a los Khuza'ah. Mahoma dio a los mecanos la oportunidad de ofrecer dinero de sangre en represalia, pero no quisieron hacerlo. Poco después, Mahoma dirigió en secreto una fuerza musulmana de 10.000 hombres y se dirigió a La Meca. Acamparon en las afueras de La Meca y comenzó la habitual ronda de emisarios y negociaciones. Al parecer, Abu Sufyan había negociado, entonces o antes, una promesa de que él y sus subordinados no serían atacados si se rendían pacíficamente. Unos pocos mecanos de la facción de Majzum, se prepararon para resistir.

El 11 de enero de 630, o cerca de esa fecha, Mahoma envió varias columnas de tropas a La Meca. Sólo una columna encontró resistencia. 28 mecanos fueron asesinados y el resto de los que se oponían a la entrada musulmana huyeron. El resto de los mecanos se rindió a Mahoma. Algunos de los mecanos, incluso los que se habían destacado por su oposición al islam, fueron perdonados. La Kaaba fue limpiada de todas las ídolos de dioses árabes, como Hubal, que se colocaban en ella y la zona se estableció como santuario musulmán. Mientras destruía cada ídolo, Mahoma recitaba el versículo 81 de Surah 17:
"Y di: La verdad ha llegado y la mentira ha desaparecido. La falsedad está destinada a desaparecer".
 Sin embargo, según una tradición chiita, ordenó que no se destruyera una iconografía de la virgen María y el niño Jesús que estaba en la Kaaba.

### Campaña contra los judíos de Medina

#### Expulsión de los Banu Qaynuqa'
En abril de 624, después de la Batalla de Badr, los Banu Qaynuqa violaron la Constitución de Medina al avergonzar a una mujer musulmana inmovilizándola y rasgándole la ropa. Un musulmán que presenció esto, mató al judío responsable de ello como represalia. Los judíos acudieron en grupo contra el musulmán y lo mataron. Tras una cadena sucesiva de venganzas similares, creció la enemistad entre los musulmanes y los Banu Qaynuqa', lo que llevó a Mahoma a sitiar su fortaleza. Los Qaynuqa' contaban con unos 700 soldados. Tras ser asediados durante 14-15 días, la tribu acabó rindiéndose a Mahoma, que en un principio quería capturar a los hombres de Banu Qaynuqa', pero finalmente cedió ante Abdullah ibn 'Ubayy y accedió a expulsar a los Qaynuqa'. La tribu finalmente se dirigió al norte, hacia Daraa en la actual Siria y se asimiló a la población judía local.

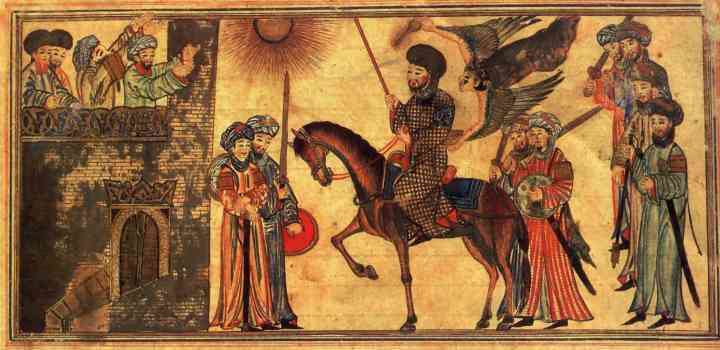
Una ilustración del Jami' at-Tawareekh (c. 1314/1315) que muestra la sumisión de los Banu Nadir a Mahoma

#### Expulsión de los Banu Nadir

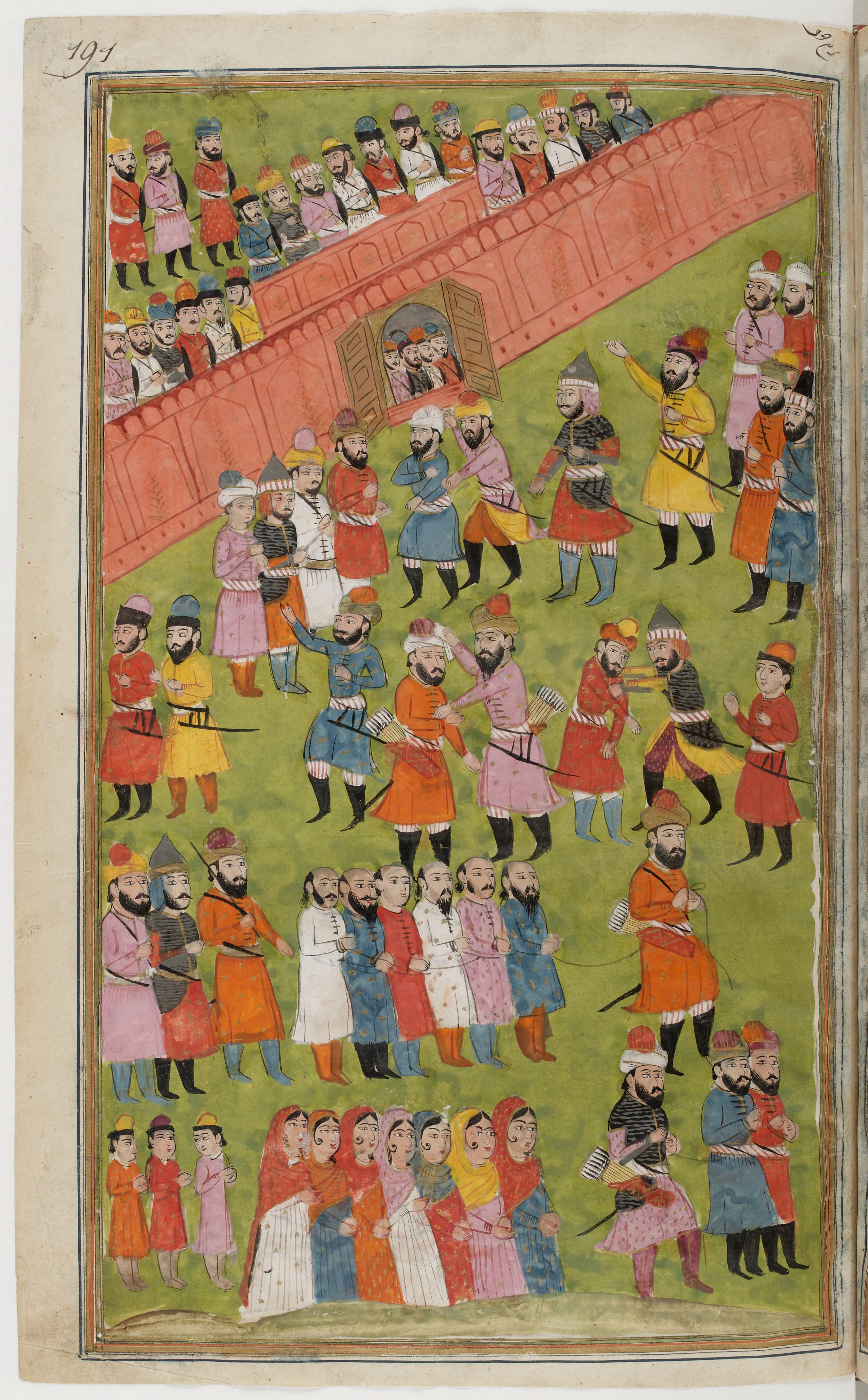
Asedio y toma de la fortaleza de los Banū Qurayza. Ilustración del Ḥamlah-i Ḥaydarī, obra de Muhammad Rafi' Bāzil.

En mayo de 625, Mahoma sitió a los Banu Nadir, tras ser acusados de conspirar para asesinarle. Se dice que el asedio duró entre seis y quince días. Los Banu Nadir, que gozaban de una ventaja estratégica gracias al espeso follaje de palmeras que rodeaba sus castillos, lanzaron piedras y flechas a los musulmanes desde sus castillos. En respuesta, se dice que Mahoma ordenó quemar las palmeras. La tribu acabó rindiéndose y fue expulsada, desplazándose hacia el norte, hacia Khaybar, otra ciudad fuerte judía situada a unos 150 km (95 mi) al norte de Medina, y fue capturada de nuevo durante la Batalla de Khaybar. Se les permitió vivir en los alrededores de Jaybar hasta que el Califa Rashidun, 'Umar ibn al-Jattab, los expulsó por segunda vez.

#### Invasión de los Banu Qurayza
Durante la Batalla de la Trinchera en diciembre de 626 y enero de 627, la tribu judía de Banu Qurayza, cuyas fortalezas se encontraban en el sur de Medina, fue sorprendida conspirando para aliarse con los confederados y fue acusada de traición. Tras la retirada de la coalición, los musulmanes asediaron sus fuertes, y fueron la última de las tribus judías de Medina. Los Banu Qurayza se rindieron y todos los hombres y una mujer fueron decapitados, aparte de unos pocos que se convirtieron al islam, mientras que el resto de mujeres y niños fueron esclavizados.
Al tratar el trato de Mahoma a los judíos de Medina, aparte de las explicaciones políticas, los historiadores y biógrafos occidentales lo han explicado como "el castigo a los judíos medinenses, a los que se invitó a convertirse y se negaron, ejemplifica perfectamente los relatos del Corán sobre lo que les ocurrió a los que rechazaron a los profetas de antaño"." Francis Edward Peters añade que Mahoma estaba posiblemente envalentonado por sus éxitos militares y también quería impulsar su ventaja. También existieron motivaciones económicas, según Peters, ya que la pobreza de los emigrantes de La Meca era una fuente de preocupación para Mahoma. Peters sostiene que el trato de Mahoma a los judíos de Medina fue "bastante extraordinario" y está "bastante en desacuerdo con el trato de Mahoma a los judíos que encontró fuera de Medina".
Según Welch, el trato de Mahoma a las tres principales tribus judías acercó a Mahoma a su objetivo de organizar una comunidad estrictamente religiosa.

#### Sitio de Khaybar

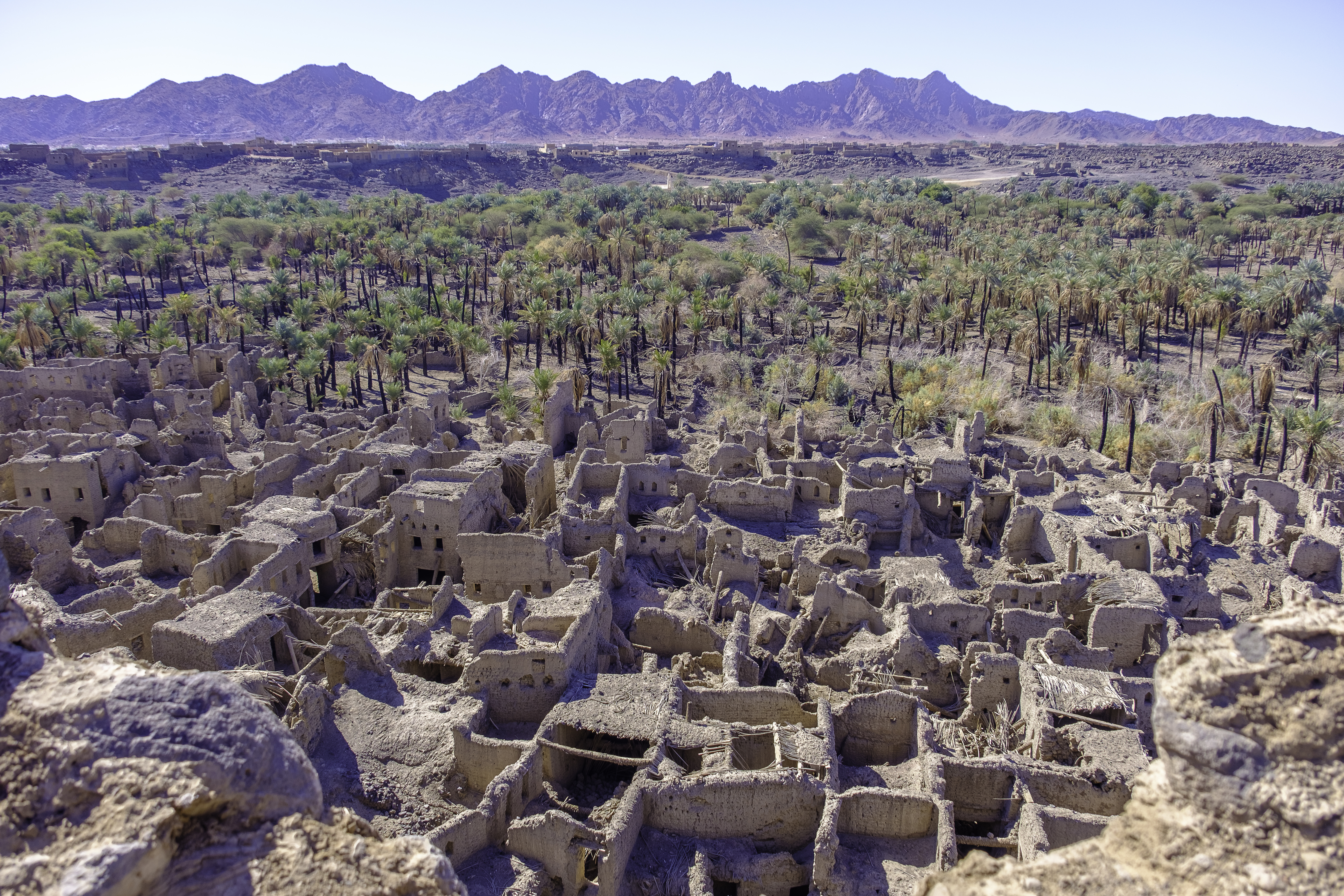
Vista aérea de las casas abandonadas en Khaybar

En marzo de 628, según las fuentes musulmanas, los judíos de Khaybar, junto con los Banu Nadir, que fueron exiliados de Medina por Mahoma por violar la Constitución de Medina, y los Banu Ghatafan, planeaban atacar a los musulmanes. Cuando Mahoma se enteró de su alianza, reunió un ejército de 1.500 soldados y sitió la fortaleza judía de Khaybar. El historiador y orientalista escocés, William Montgomery Watt, está de acuerdo con esta opinión. La orientalista italiana, Laura Veccia Vaglieri, afirma que otros motivos empujaron a Mahoma a invadir las fortalezas de Khaybar.
Por otro lado, los Banu Ghatafan temían que los musulmanes les atacaran en cualquier momento, por lo que se negaron a ayudar a los judíos en Khaybar. Tras capturar seis de los ocho fuertes judíos de Medina, los judíos de Jaybar se rindieron finalmente y se les permitió vivir en el oasis con la condición de que entregaran la mitad de sus productos a los musulmanes. Dos comandantes judíos murieron en el asedio.
Continuaron viviendo en el oasis durante varios años más hasta que fueron expulsados por el califa 'Umar ibn al-Jattab. La imposición del tributo a los judíos conquistados sirvió de precedente para las disposiciones de la Ley islámica para la jizya.

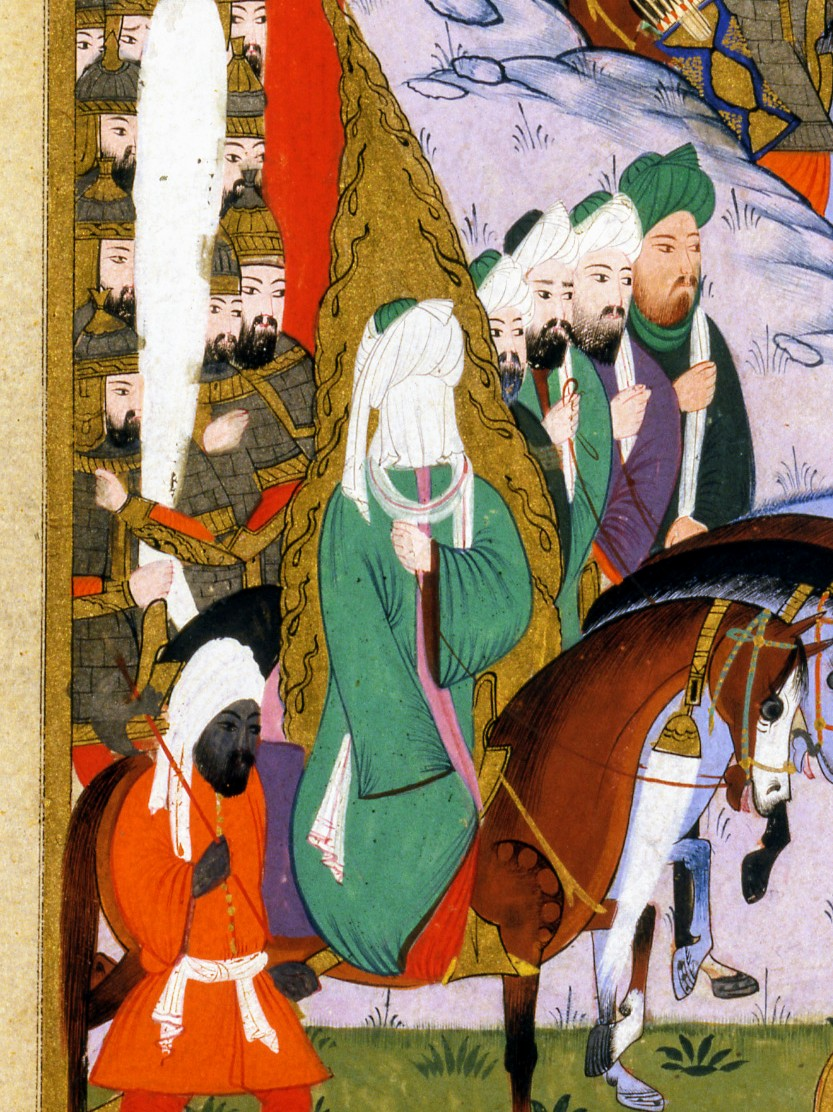
Ilustración del de Mahoma (representado con un velo y rodeado de llamas) supervisando la Batalla de Uhud

### Campaña bizantina
En los últimos años de su vida, tras suprimir las dos principales facciones que lideraban la oposición contra él; los mecanos y los judíos, Mahoma dirigió una activa campaña contra la principal fuerza del norte, el Imperio bizantino, que estaba involucrado en varias guerras contra el Imperio sasánida, conocidas como las Guerras romano-persas.
Tras la derrota en la Batalla de Mu'tah, la campaña de Mahoma contra los bizantinos comenzó con la última expedición dirigida por el propio Mahoma, la Expedición de Tabuk, también conocida como la expedición de Usra. Mahoma se enteró de la reunión de una gran alianza Bizantino-Gasánidas contra los musulmanes en Tabuk y dirigió una fuerza de unos 30 000 hombres para buscarlos. Tras esperar y explorar al enemigo durante veinte días, Mahoma regresó a Medina. 

## Estadística
El total de las bajas de todos los bandos en todas las batallas de Mahoma podría ser, más o menos, de 1000. Un erudito islámico contemporáneo, Maulana Wahiduddin Khan, dice que "durante los 23 años en que se llevó a cabo esta revolución, tuvieron lugar 80 expediciones militares. Menos de 20 expediciones implicaron realmente algún combate. En estas batallas murieron 259 musulmanes y 759 no musulmanes, un total de 1018 muertos" 

## Legado
Javed Ahmed Ghamidi escribe en Mizan que hay ciertas directivas del Corán relativas a la guerra que fueron específicas de Mahoma contra pueblos de su tiempo especificados por Dios (los politeístas y los israelitas y nazaríes de Arabia y algunos otros judíos, cristianos, et al. ) como una forma de «castigo divino», ya que habían negado persistentemente la verdad de la misión de Mahoma incluso después de que Alá se la hubiera hecho evidente de forma concluyente a través de Mahoma, y pidieron a los politeístas de Arabia que se sometieran al islam como condición para la exoneración y a los otros la jizya y la sumisión a la autoridad política de los musulmanes para la protección militar como los dhimmis de los musulmanes.

## Lista de expediciones de Mahoma
| Número | Nombre                                  | Líder                                 | Ubicación                        | Fecha C. E                     | Resultado                      | Notas                                                                                       |
| ------ | --------------------------------------- | ------------------------------------- | -------------------------------- | ------------------------------ | ------------------------------ | ------------------------------------------------------------------------------------------- |
| 1      | Expedición de Hamza ibn 'Abdul-Muttalib | Hamza ibn 'Abdul-Muttalib             | al-'Is                           | marzo 623                      | Sin combate                    |                                                                                             |
| 2      | Expedición a Batn Rabigh                | 'Ubaydah ibn al-Harith                | Rabigh                           | abril 623                      | Sin combate                    |                                                                                             |
| 3      | Expedición al-Kharrar                   |                                       |                                  | mayo 623                       | Sin combate                    |                                                                                             |
| 4(1)   | Invasión de Waddan                      | Mahoma                                | al-Abwa'                         | agosto 623                     | Sin combate                    | Se establece una alianza con Banu Damrah                                                    |
| 5(2)   | Invasión de Buwat                       | Mahoma                                | Buwat                            | septiembre 623                 | Sin combate                    |                                                                                             |
| 6(3)   | Invasión de Safwan ( 1.º intento)       | Mahoma                                | Badr                             | septiembre 623 (Rabi' I 2 AH)  | Sin combate                    |                                                                                             |
| 7(4)   | Invasión de Zul Al-Ushairah             | Mahoma                                |                                  | diciembre 623                  | Sin combate                    | Se establece una alianza con Banu Mudlij                                                    |
| 8      | 1st Nakhlah Raid                        | 'Abdullah ibn Jahsh al-Asadi          | Nakhlah                          | Enero 624                      | Éxito                          | Primera incursión con éxito                                                                 |
| 9(5)   | Batalla de Badr al-Kubra' (2ª de Badr)  | Mahoma                                | Badr                             | 13 marzo 624 (17 Ramadan 2 AH) | Victoria                       | Primera victoria                                                                            |
| 10(6)  | Invasion of Banu Qaynuqa                | Mahoma                                | Medina                           | abril 624                      | Victoria                       | Banu Qaynuqa' enviado al exilio                                                             |
| 11(7)  | Patrulla a Sawiq                        | Mahoma                                |                                  | mayo/junio 624                 | Inconclusa                     | Abu Sufyan ibn Harb quema las granjas de 'Urayd; matan a dos musulmanes                     |
| 12(8)  | Al Kudr Invasion                        | Mahoma                                | Al Kudr                          | mayo 624                       | Victoria                       |                                                                                             |
| 13     | Muerte de Ka'b ibn al-Ashraf            |                                       |                                  | agosto/septiembre 624          | Éxito                          | Ka'b ibn al-Ashraf muerto                                                                   |
| 14(9)  | Dhu 'Amar raid                          | Muhammad                              |                                  | septiembre 624                 | Éxito                          |                                                                                             |
| 15(10) | Patrulla Buhran                         | Muhammad                              | Buhran                           | octubre/noviembre 624          | Sin combate                    |                                                                                             |
| 16     | al-Qarada raid                          |                                       | al-Qarada (en Naŷd)              | noviembre 624                  | Éxito                          |                                                                                             |
| 17(11) | Batalla de Uhud                         | Mahoma                                | Mount Uhud (near Medina)         | 23 marzo 625                   | Stalemate                      | Derrota táctica; segunda gran batalla contra los mecans                                     |
| 18(12) | Battle of Hamra' al-Asad                | Mahoma                                | Hamra' al-Asad (cerca de Medina) | marzo 625                      | Victoria                       |                                                                                             |
| 19     | Qatan expedition                        | Abu Salama 'Abdullah ibn 'Abd al-Asad | Qatan                            | junio 625                      | Sin combate                    |                                                                                             |
| 20     | Killing of Sufyan ibn Khaled            | Abdullah ibn Unais                    |                                  | junio 625                      | Éxito                          | Sufyan ibn Khaled, jefe de los Banu Lahyan, es asesinado                                    |
| 21     | al-Raji expedition                      |                                       | al-Raji                          | julio 625                      |                                | Banu Lahyan matar a los misioneros musulmanes para vengar el asesinato de Sufyan ibn Khaled |
| 22     | Bi'r Ma'ona expedition                  |                                       | Bi'r Ma'ona                      | julio 625                      |                                | Banu Amir mata a los misioneros musulmanes                                                  |
| 23(13) | Invasión de Banu Nadir                  | Mahoma                                | Medina                           | agosto 625                     | Victoria                       | Banu Nadir enviado al exilio                                                                |
| 24(14) | Badr al-Maw'id expedition               | Mahoma                                | Badr                             | abril 626                      | Victoria                       |                                                                                             |
| 25(15) | Dhat al-Riqa' expedition                | Mahoma                                | Dhat al-Riqa'                    | junio 626                      | Sin combate                    |                                                                                             |
| 26(16) | 1st Daumat al-Jandal expedition         | Mahoma                                | Daumat al-Jandal                 | agosto/septiembre 626          | Sin combate                    |                                                                                             |
| 27     | expedición a al-Muraysi'                |                                       |                                  | enero 627                      | Victoria                       |                                                                                             |
| 28(17) | Batalla de la Trinchera                 | Mahoma                                | Medina                           | abril 627                      | Victoria                       |                                                                                             |
| 29(18) | Invasión de Banu Qurayza                | Mahoma                                | Medina                           | mayo 627                       | Victoria                       | Ejecución de los hombres de los Banu Qurayza; esclavización de mujeres y niños              |
| 30     | Expedición a Diriyah                    | Muhammad ibn Maslamah                 | Diriyah                          | junio 627                      | Victoria                       |                                                                                             |
| 31(19) | Invasión de Banu Lahyan                 | Muhammad                              | Batn Gharran                     | julio 627                      | Sin combate                    |                                                                                             |
| 32     | Expedición a Dhu Qarad                  |                                       | Dhu Qarad                        | agosto 627                     | Éxito parcial                  |                                                                                             |
| 33     | Segunda expedición de Banu Asad         | Ukasha ibn al-Mihsan                  | Ghamrah                          | agosto/septiembre 627          |                                |                                                                                             |
| 34     | Primera expedición a Banu Tha'labah     |                                       |                                  | agosto/septiembre 627          |                                |                                                                                             |
| 35     | Segunda expedición a Banu Tha'labah     |                                       |                                  | agosto/septiembre 627          |                                |                                                                                             |
| 36     | Expedición a al-Jumum                   | Zayd ibn Harithah                     | Al Jumum                         | septiembre 627                 |                                |                                                                                             |
| 37     | Expedición a a al-'Is                   | Zayd ibn Harithah                     |                                  | septiembre/octubre 627         |                                |                                                                                             |
| 38     | Tercera expedición a Banu Tha'labah     |                                       |                                  | octubre/noviembre 627          |                                |                                                                                             |
| 39     | Expedición a Hisma                      | Zayd ibn Harithah                     |                                  | octubre/noviembre 627          |                                |                                                                                             |
| 40     | Expedición Wadi al-Qurra'               | Zayd ibn Harithah                     | Wadi al-Qurra'                   | noviembre/diciembre 627        |                                |                                                                                             |
| 41     | Segunda expedición a Daumat al-Jandal   | 'Abd al-Rahman ibn 'Awf               | Daumat al-Jandal                 | diciembre 627/enero 628        |                                |                                                                                             |
| 42     | Primera expedición a Fidak              |                                       | Fidak                            | diciembre 627/enero 628        |                                |                                                                                             |
| 43     | Segunda expedición a Wadi al-Qurra'     | Zayd ibn Harithah                     | Wadi al-Qurra'                   | 628                            |                                |                                                                                             |
| 44     | Expedición a Banu 'Uraynah              | Kurz ibn Jabir al-Fihri               |                                  | enero/febrero 628              |                                |                                                                                             |
| 45     | Expedición de Abdullah ibn Rawaha       | 'Abdullah ibn Rawaha                  |                                  | febrero/marzo 628              |                                |                                                                                             |
| 46(20) | Tratado de Hudaybiyyah                  | Muhammad                              |                                  | marzo 628                      | Firma de una tregua de 10 años |                                                                                             |
| 47(21) | Conquista de Fidak                      | Ali Ibn Abi Tálib                     | Fidak                            | mayo 628                       | Victoria                       |                                                                                             |
| 48(22) | Batalla de Khaybar                      | Mahoma                                | Khaybar                          | mayo/junio 628                 | Victoria                       |                                                                                             |
| 49(23) | Tercera expedición de Wadi al Qura      | Mahoma                                | Wadi al-Qurra'                   | mayo 628                       |                                |                                                                                             |
| 50     | Expedición de Turbah                    | 'Umar ibn al-Khattab                  | Turbah                           | diciembre 628                  |                                |                                                                                             |
| 51     | Expedición a Naŷd                       | Abu Bakr as-Siddiq                    | Naŷd                             | diciembre 628                  |                                |                                                                                             |
| 52     | Expedición a Fidak                      | Bashir ibn Sa'ad al-Ansari            | Fidak                            | diciembre 628                  |                                |                                                                                             |
| 53     | Expedición a Mayfah                     | Ghalib ibn 'Abdullah al-Laythi        |                                  | enero 629                      |                                |                                                                                             |
| 54     | Expedición a Yemen                      | Bashir ibn Sa'ad al-Ansari            | Yemen                            | febrero 629                    |                                |                                                                                             |
| 55     | Expedición a Banu Sulaym                | Ibn Abi al-Awja' al-Sulami            |                                  | abril 629                      |                                |                                                                                             |
| 56     | Segunda expedición a Fidak              | Ghalib ibn 'Abdullah al-Laythi        | Fidak                            | mayo 629                       |                                |                                                                                             |
| 57     | Expedición a al-Kadid                   | Ghalib ibn 'Abdullah al-Laythi        |                                  | junio 629                      |                                |                                                                                             |
| 58     | Expedición a al-Siyii                   | Shuja' ibn Wahb al-Asadi              |                                  | junio 629                      |                                |                                                                                             |
| 59     | Expedición a Dhat 'Atlah                | Ka'b ibn 'Umair al-Ghirfari           |                                  | julio 629                      |                                |                                                                                             |
| 60     | Battle of Mu'tah                        | Zayd ibn Harithah                     | Mu'tah                           | septiembre 629                 | Disputed                       | Tres importantes generales musulmanes asesinados                                            |
| 61     | Expedición a Dhat as-Salasil            | 'Amr ibn al-'As                       |                                  | octubre 629                    |                                |                                                                                             |
| 62     | al-Khabt expedition                     | Abu 'Ubaidah ibn al-Jarrah            |                                  | octubre 629                    |                                |                                                                                             |
| 63     | Expedición a al-Ghaba                   | Abu Hadrad al-Aslami                  |                                  | 629                            |                                |                                                                                             |
| 64     | Expedición a Khadirah                   | Abu Qatadah ibn Rab'i al-Ansari       |                                  | diciembre 629                  |                                |                                                                                             |
| 65     | Expedición a Batn 'Edam                 | Abu Qatadah ibn Rab'i al-Ansari       |                                  | diciembre 629                  |                                |                                                                                             |
| 66(24) | Conquest of Mecca                       | Mahoma                                | La Meca                          | enero 630                      | Victoria                       |                                                                                             |
| 67     | Expedición a Nakhlah                    |                                       | Nakhlah                          | enero 630                      |                                |                                                                                             |
| 68     | Expedición a Ruhat                      |                                       | Ruhat (near Meca)                | enero 630                      | Victoria                       |                                                                                             |
| 69     | Expedición a al-Mashallal               |                                       | al-Mashallal (cerca de La Meca)  | enero 630                      | Victoria                       |                                                                                             |
| 70     | Expedición a Banu Jadhimah              | Khalid ibn al-Walid                   |                                  | enero 630                      |                                |                                                                                             |
| 71(25) | Battle of Hunayn                        | Mahoma                                | Hunayn (cerca de La Meca)        | enero 630                      | Victoria                       |                                                                                             |
| 72     | Expedición a Dhu al-Kaffain             | Tufayl ibn 'Amr ad-Dausi              |                                  | enero 630                      | Victoria                       |                                                                                             |
| 73(26) | Battle of Autas                         | Mahoma                                | Autas                            | 630                            | Victoria                       |                                                                                             |
| 74     | Primera expedición a Autas              | Abu Amir al-Ash'ari                   | Autas                            | enero 630                      |                                |                                                                                             |
| 75     | Segunda expedición a Autas              | Abu Musa al-Ash'ari                   | Autas                            | enero 630                      |                                |                                                                                             |
| 76(27) | Sitio de Taif                           | Muhammad                              |                                  | febrero 630                    | Inconclusa                     |                                                                                             |
| 77     | Expedición de Uyainah bin Hisn          |                                       |                                  | abril/mayo 630                 |                                |                                                                                             |
| 78     | Expedición de Qutbah ibn Amir           |                                       |                                  | mayo/junio 630                 |                                |                                                                                             |
| 79     | Expedición de Dahhak al-Kilabi          |                                       |                                  | junio/julio 630                |                                |                                                                                             |
| 80     | Expedición de Alqammah bin Mujazziz     |                                       |                                  | julio/agosto 630               |                                |                                                                                             |
| 81     | Expedición aal-Fuls                     | Ali Ibn Abi Tálib                     |                                  | julio/agosto 630               |                                |                                                                                             |
| 82     | Expedición a 'Udhrah and Baliyy         | Ukasha ibn al-Mihsan                  |                                  | 630                            |                                |                                                                                             |
| 83(28) | Expedición de Tabuk                     | Muhammad                              |                                  | octubre/diciembre 630          | Inconcluso                     |                                                                                             |
| 84     | Tercera expedición a Daumat al-Jandal   | Khalid ibn al-Walid                   | Daumat al-Jandal                 | octubre 630                    | 9                              |                                                                                             |
| 85     | Expedición de Abu Sufyan ibn Harb       | Abu Sufyan ibn Harb                   |                                  | 630                            | 9                              |                                                                                             |
| 86     | Demolición de Masjid al-Dirar           |                                       | Medina                           | 630                            | Victoria                       |                                                                                             |
| 87     | Segunda expedición a Daumat al-Jandal   | Khalid ibn al-Walid                   | Daumat al-Jandal                 | abril 631                      | 9                              |                                                                                             |
| 88     | Expedición de Surad ibn Abdullah        | Surad ibn 'Abdullah                   |                                  | abril 631                      | 9                              |                                                                                             |
| 89     | Expedición a Naŷrán                     | Khalid ibn al-Walid                   | Naŷrán                           | junio/julio 631                | 10                             |                                                                                             |
| 80     | Expedición a Mudhij                     | Ali Ibn Abi Tálib                     |                                  | diciembre 631                  | 10                             |                                                                                             |
| 91     | Expedición Hamdan                       | Ali Ibn Abi Tálib                     |                                  | 632                            | 10                             |                                                                                             |
| 92     | Demolición de Dhu al-Khalasa            |                                       |                                  | abril 632                      | 10                             |                                                                                             |
| 93     | Expedición a Balqa'                     | Usama ibn Zayd                        | Balqa'                           | mayo 632                       | 10                             |                                                                                             |